# 潮岬灯台
潮岬灯台（しおのみさきとうだい）は、紀伊半島南端の和歌山県東牟婁郡串本町にある太平洋に突き出た潮岬に建つ白亜の灯台である。
この灯台は明治初期の江戸条約によって建設された8基の洋式灯台（条約灯台）の1つで、歴史的・文化的価値が高いAランクの保存灯台に指定されているほか、「日本の灯台50選」にも選ばれている。
参観灯台として資料展示室を併設し、常時公開されており、本州最南端に位置する本灯台からは太平洋の風景が広がる。周辺一帯は南紀の景勝地で、吉野熊野国立公園に指定されている。

## 歴史

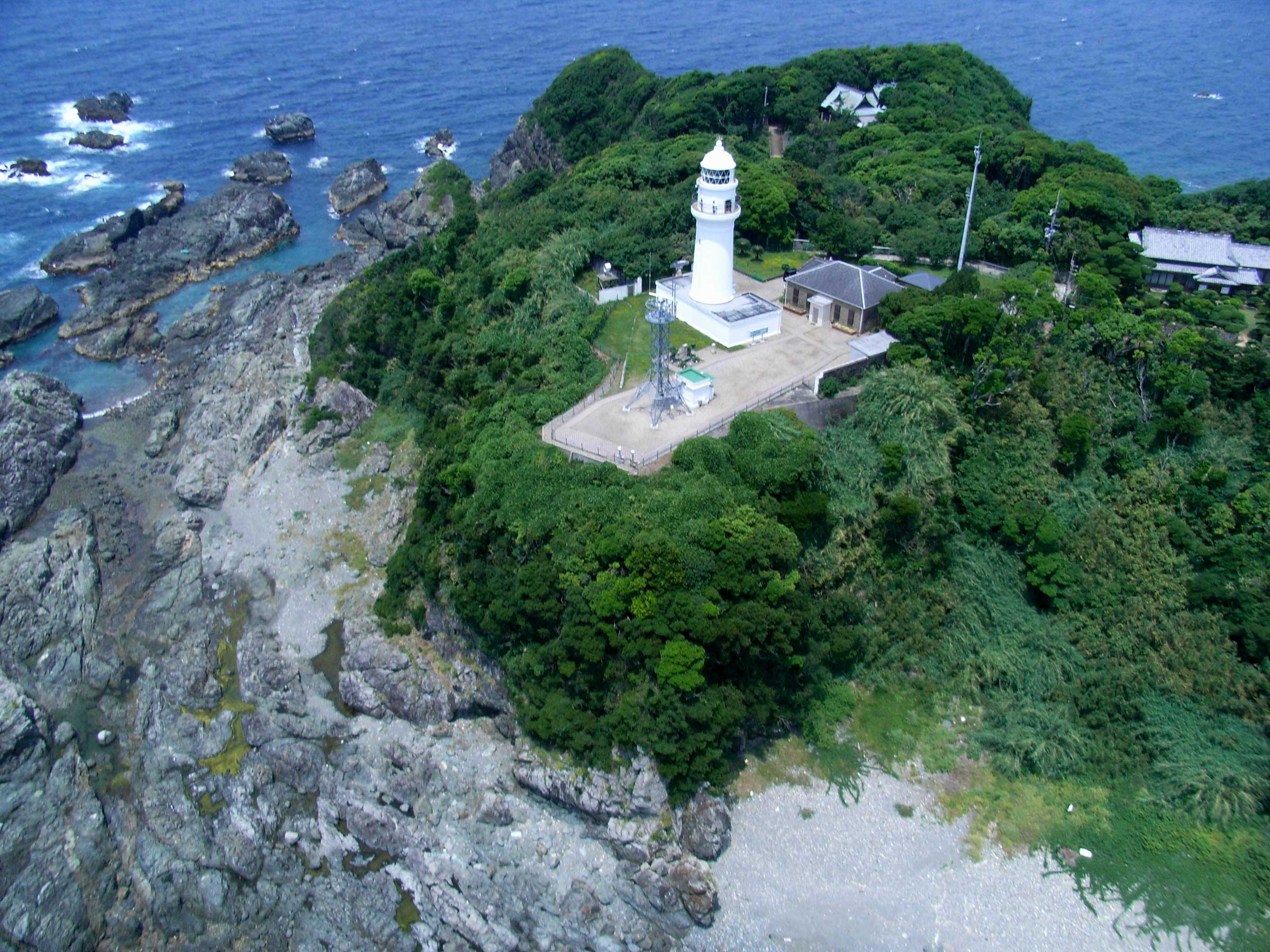
空撮

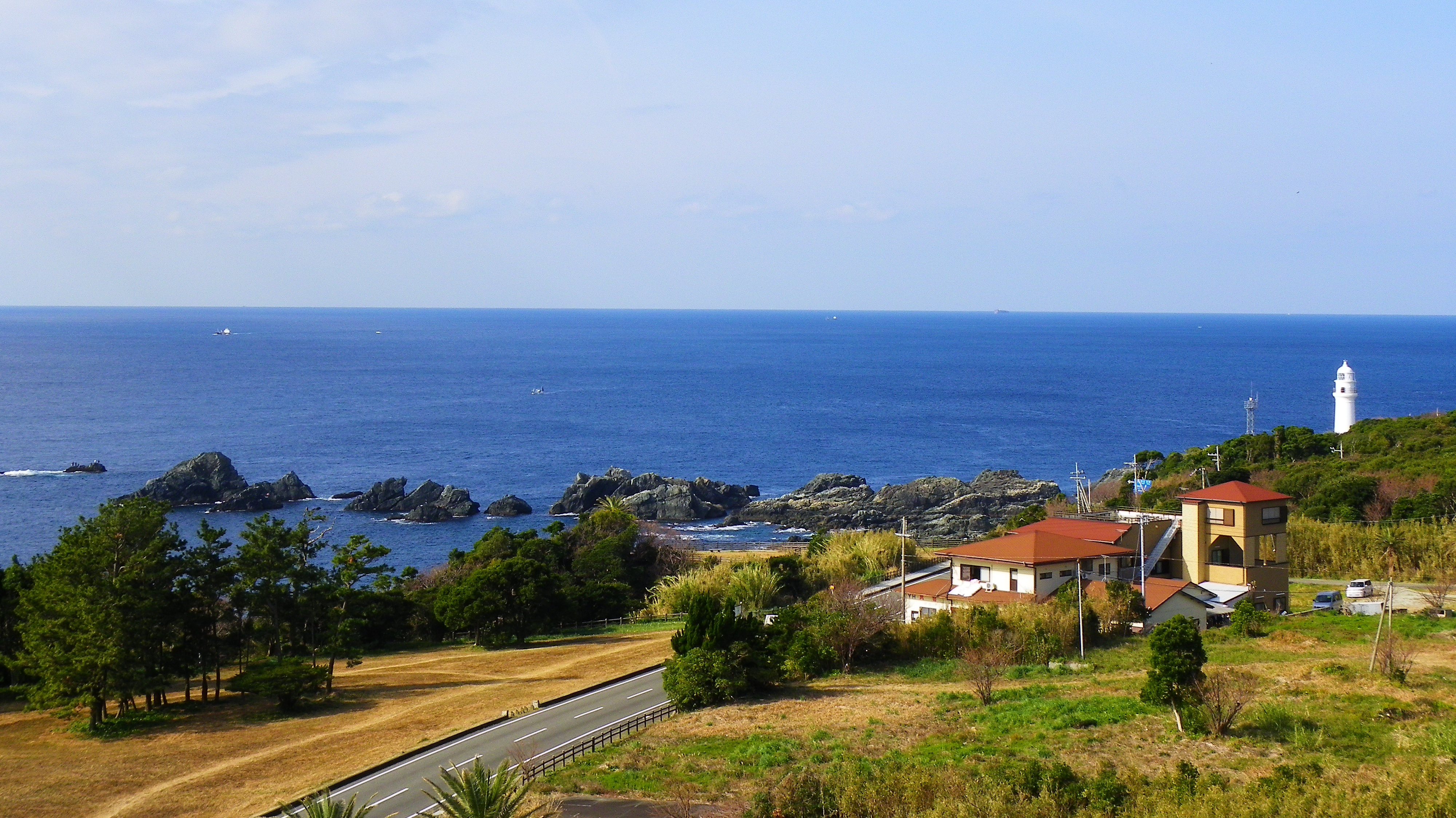
潮岬と潮岬灯台の遠景

幕末の1866年（慶応2年）5月、アメリカ、イギリス、フランス、オランダの4か国と結んだ「改税条約」（別名「江戸条約」）によって建設することを約束した8か所の灯台（観音埼、野島埼、樫野埼、神子元島、剱埼、伊王島、佐多岬、潮岬）の1つで、スコットランドのスティブンソン事務所の設計仕様に基づき、主任技師のリチャード・ヘンリー・ブラントンの指揮、副技師のアーサー・ブランデルの設計・工事管理により、1869年（明治2年）4月に樫野埼灯台とともに着工した。
翌1870年（明治3年）6月10日に完成、仮点灯で業務を開始したが、当初の灯台は、八角形の木造で、我が国最初の洋式木造灯台であった。本当は建物の完成とともに本点灯する予定であったが、イギリスから灯台機械を運搬してきていた船が、東シナ海で沈没し、その代わりにアメリカから蒸気機関車のヘッドランプを輸入し、それを仮に使ったためであった。
本点灯は、仮点灯から3年以上遅れ、1873年（明治6年）9月15日と他の条約灯台と比べて遅くなった。しかし、この灯台の建設が急がれたのは、ここが古くから海上交通の要衝となっており、また沖合は流れが速く、風も強いため、航海の難所としても知られていたためである。
- 1878年（明治11年）4月 - 現在の石造灯台に改められる[1]。
- 1929年（大正4年） - 第2等フレネル不動レンズ、石油蒸発白熱灯の灯器に交換される。
- 1938年（昭和3年） - 電化される。
- 1957年（昭和32年） - 90センチメートル回転式灯器に交換される。
- 2016年（平成28年） - 船舶気象通報廃止[3]。

## 附属施設・業務
- 無線方位信号所 - レーマークビーコン局
- 付帯業務 - 船舶気象通報
- 灯台資料展示室

灯台資料展示室が併設されており、灯台の歴史、機能・役割などを学べ、2代目潮岬灯台レンズ（第2等フレネル不動レンズ）をはじめ、貴重な資料が多数展示されている。

## 一般公開
一般公開（中学生以上300円、小人無料）されている参観灯台で、上まで登ることができる。

## 交通
- JR紀勢本線（きのくに線）串本駅から、熊野交通バスで潮岬灯台下車、徒歩2分。

## ギャラリー

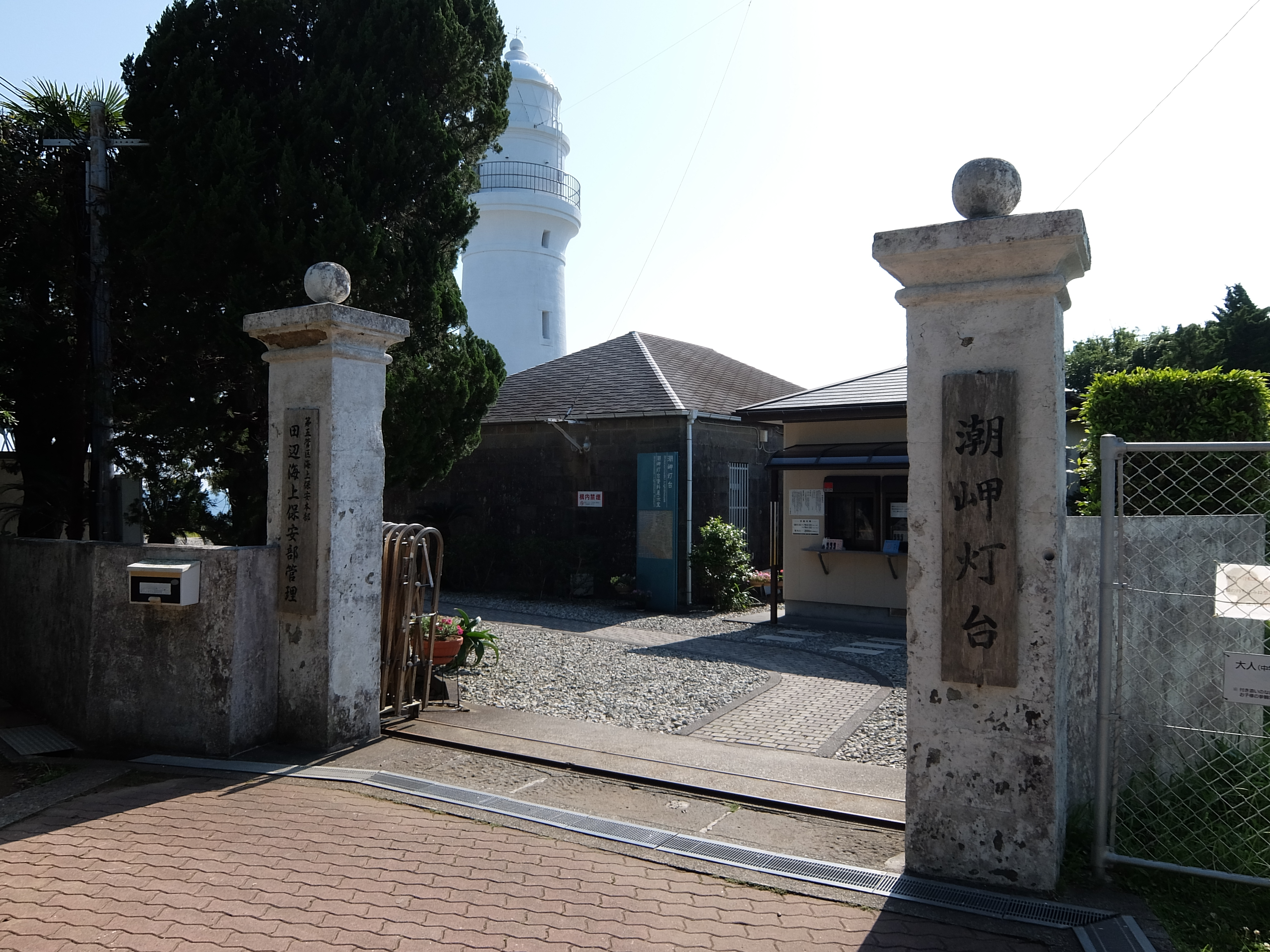
敷地入口
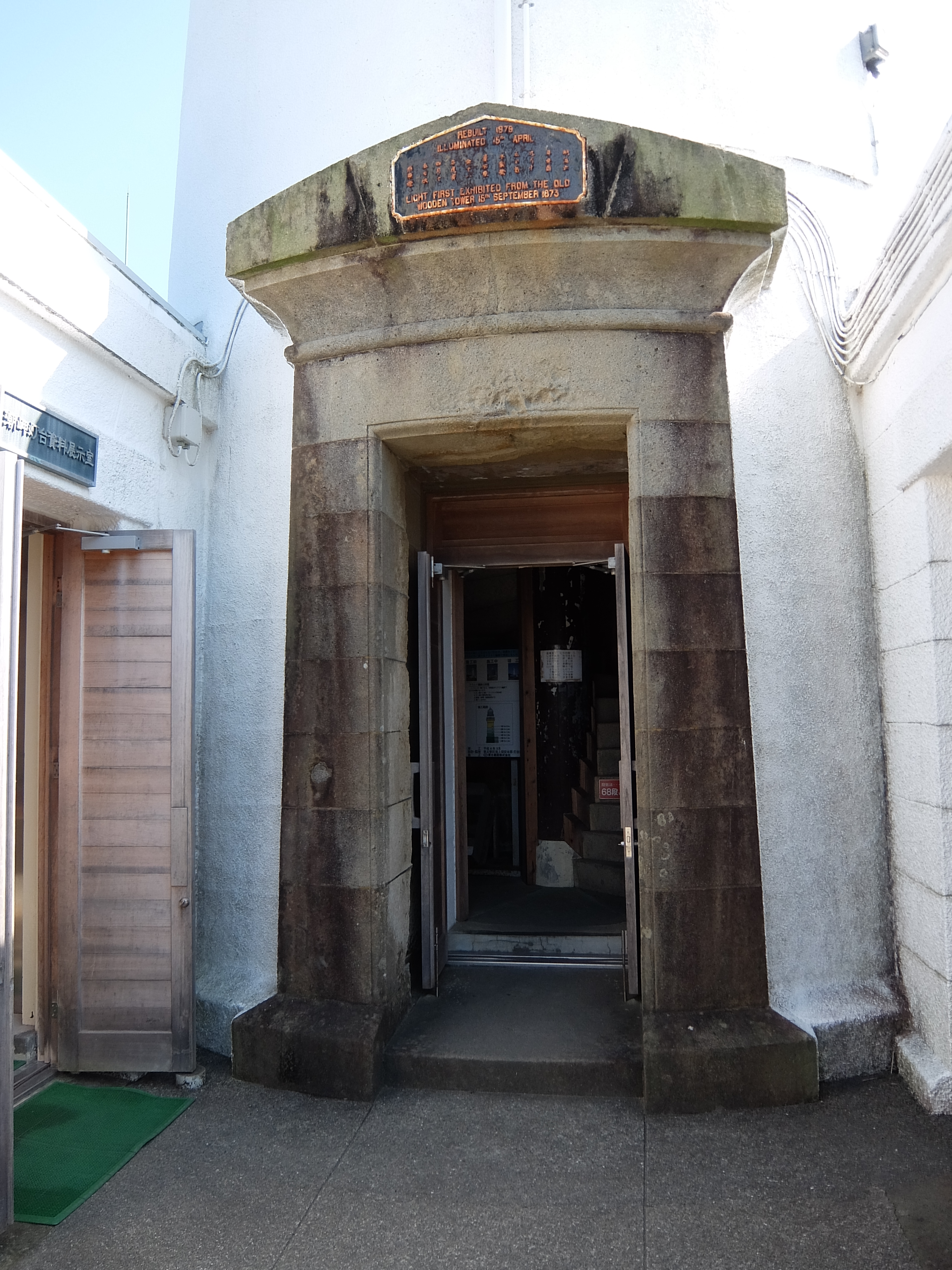
灯台入口
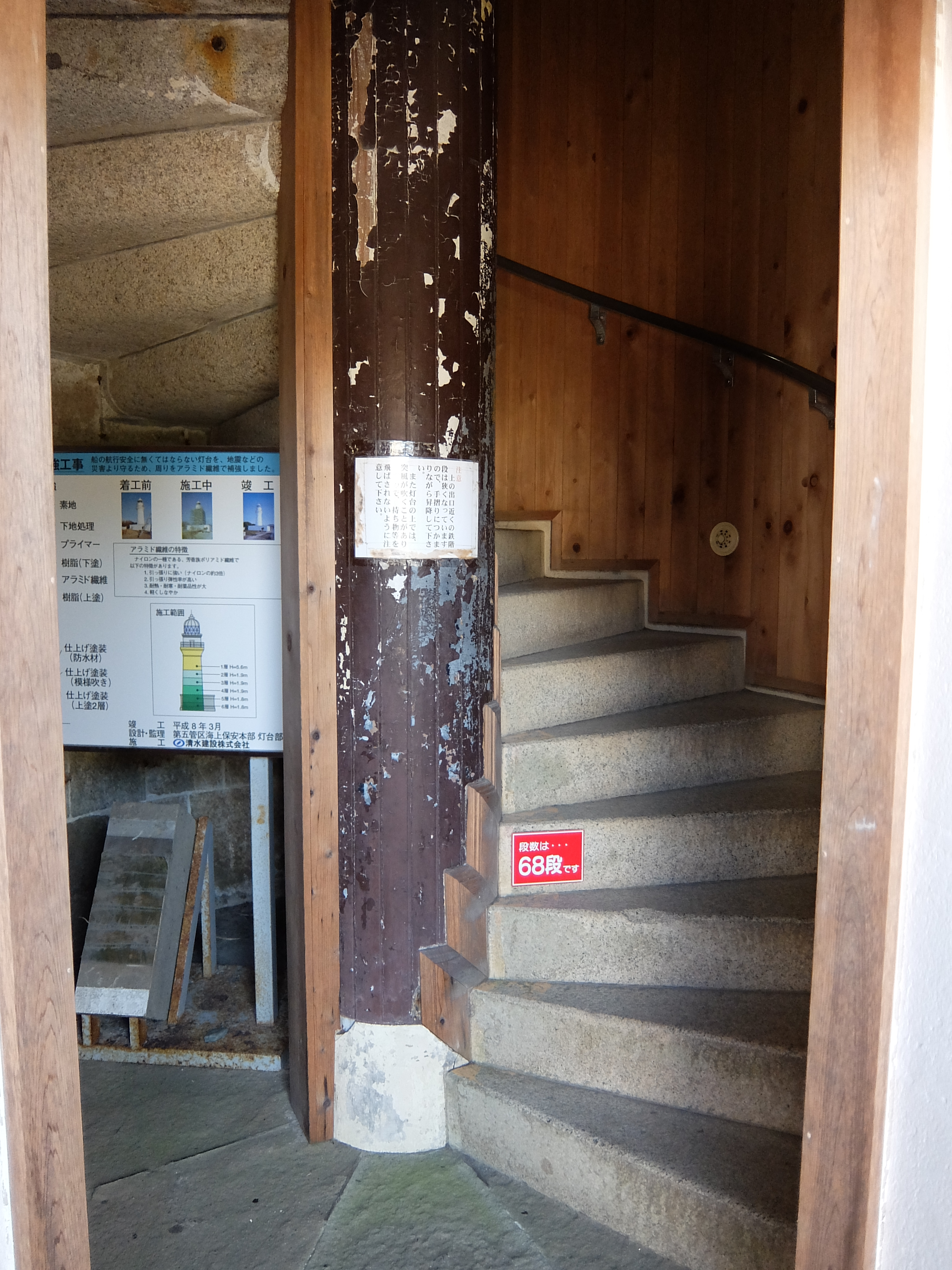
灯台内部
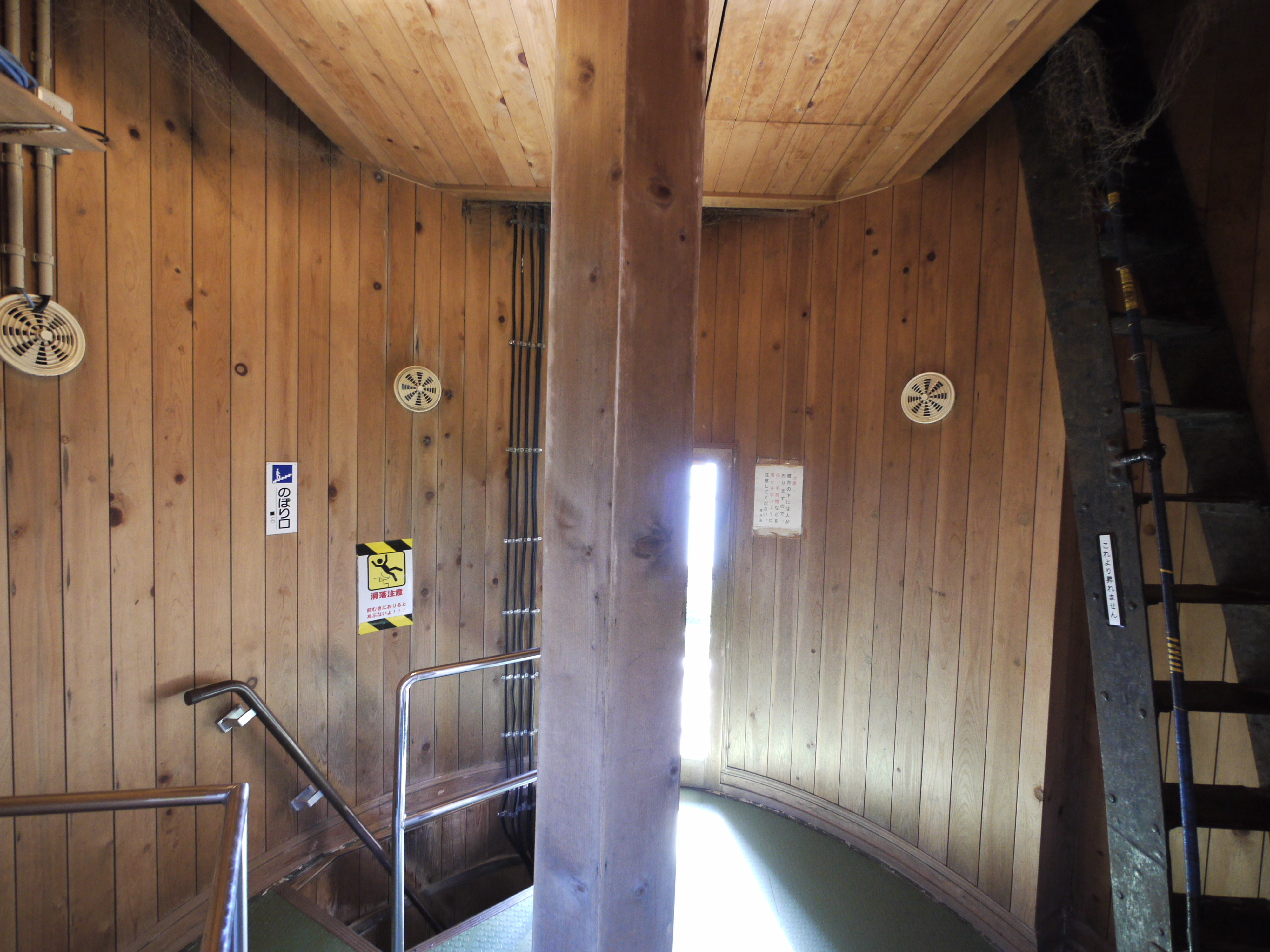
灯台内部
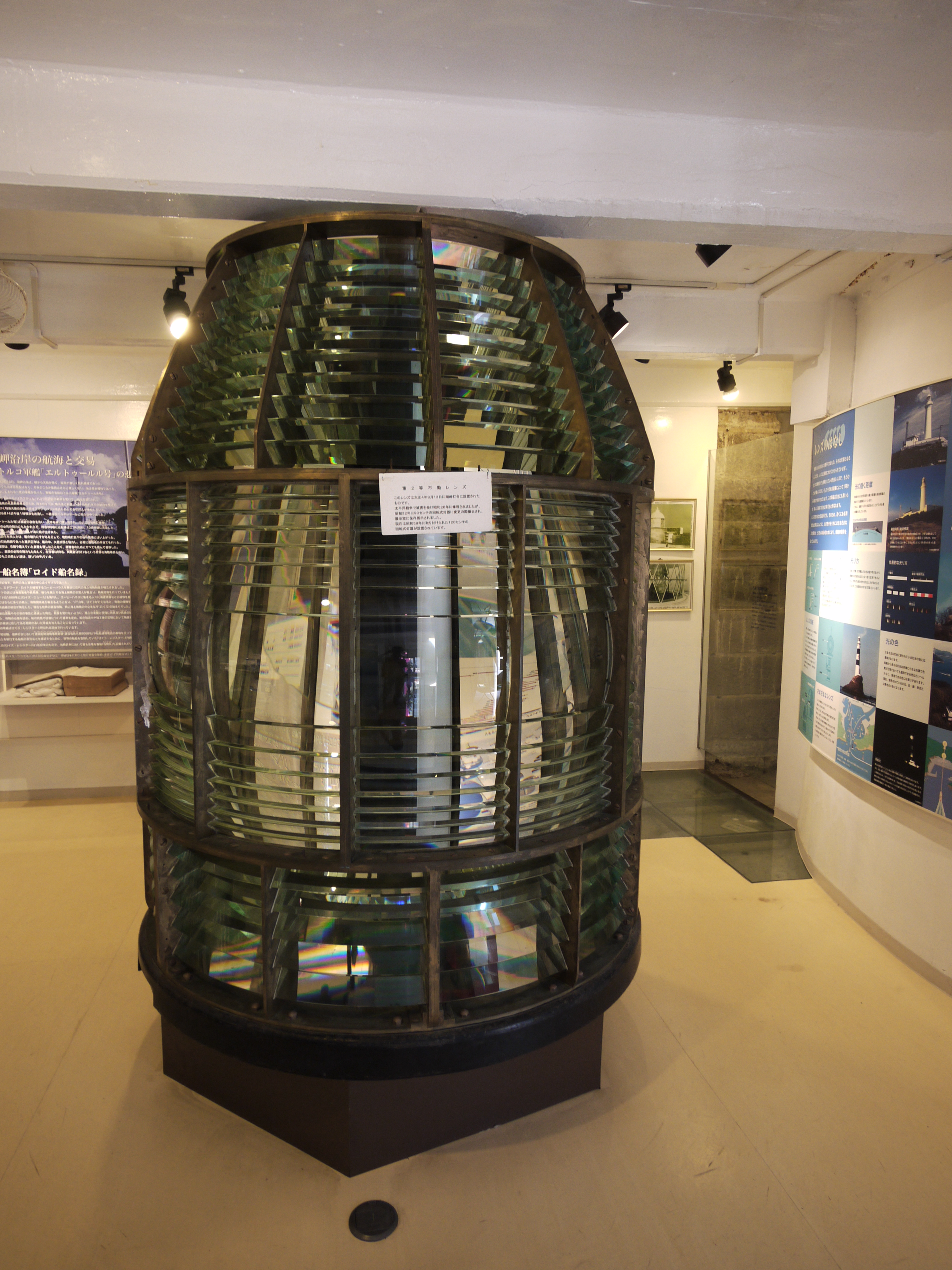
第2等フレネル不動レンズ
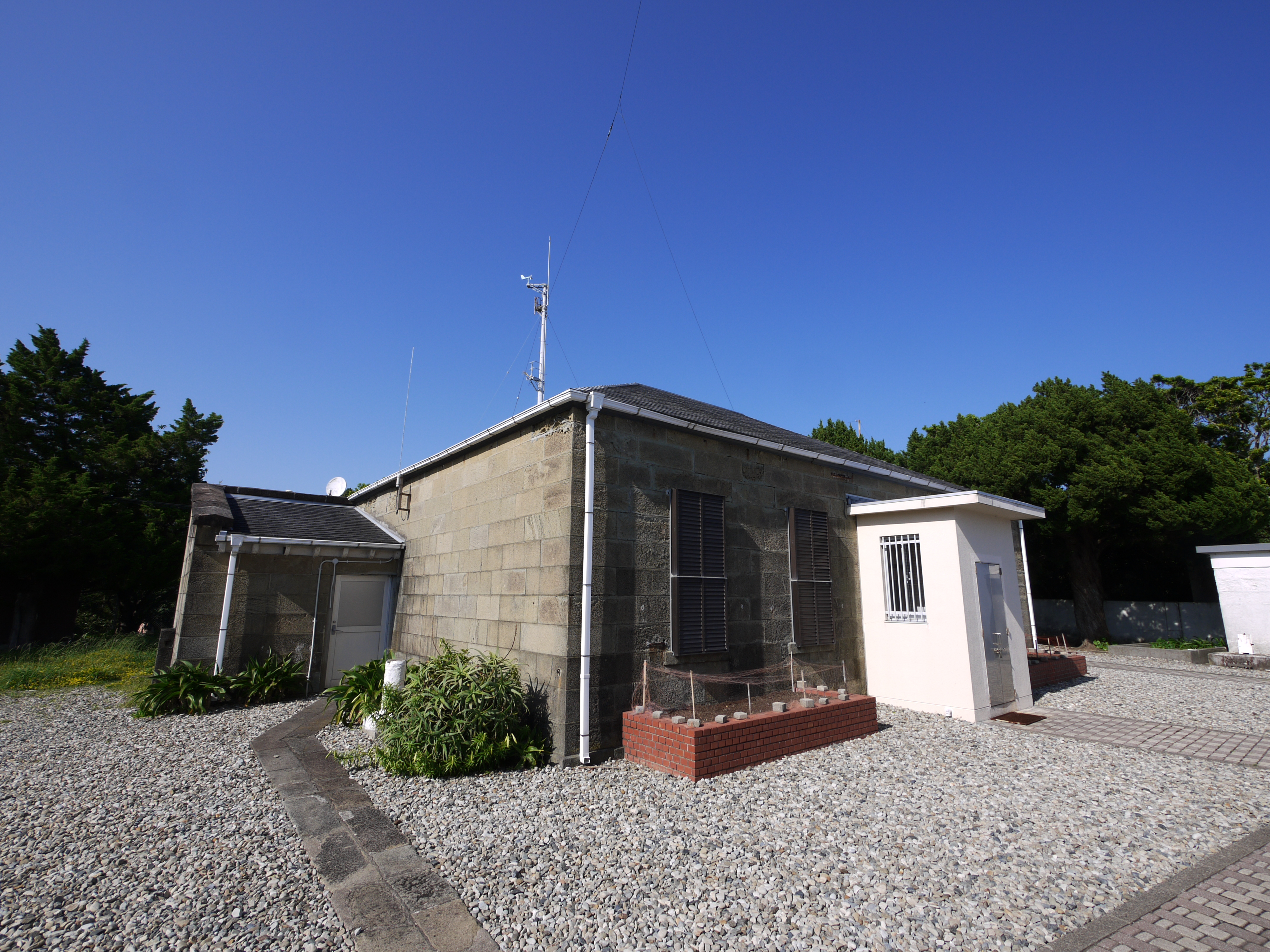
旧官舎、ブラントンの設計
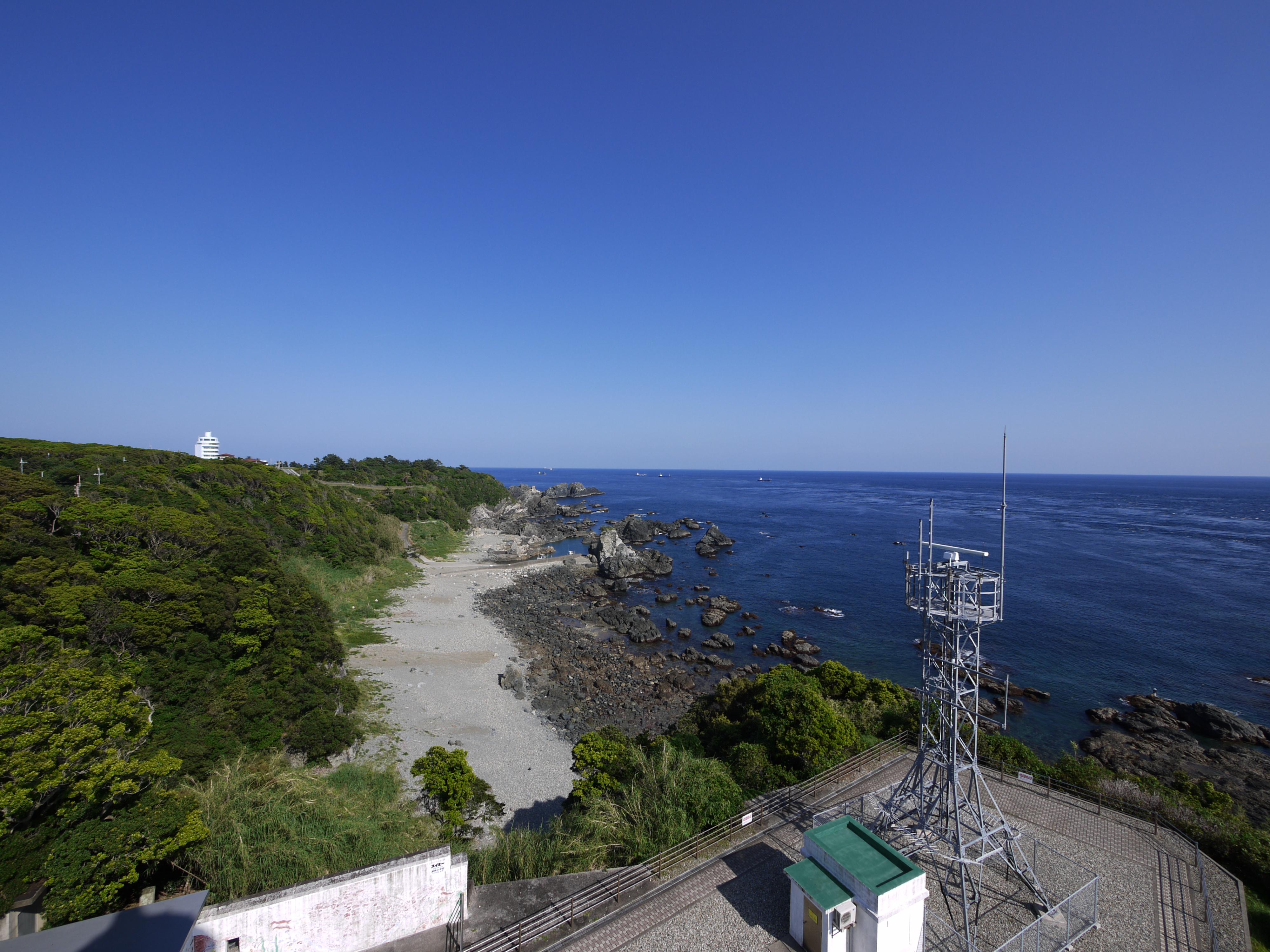
灯台からの眺望
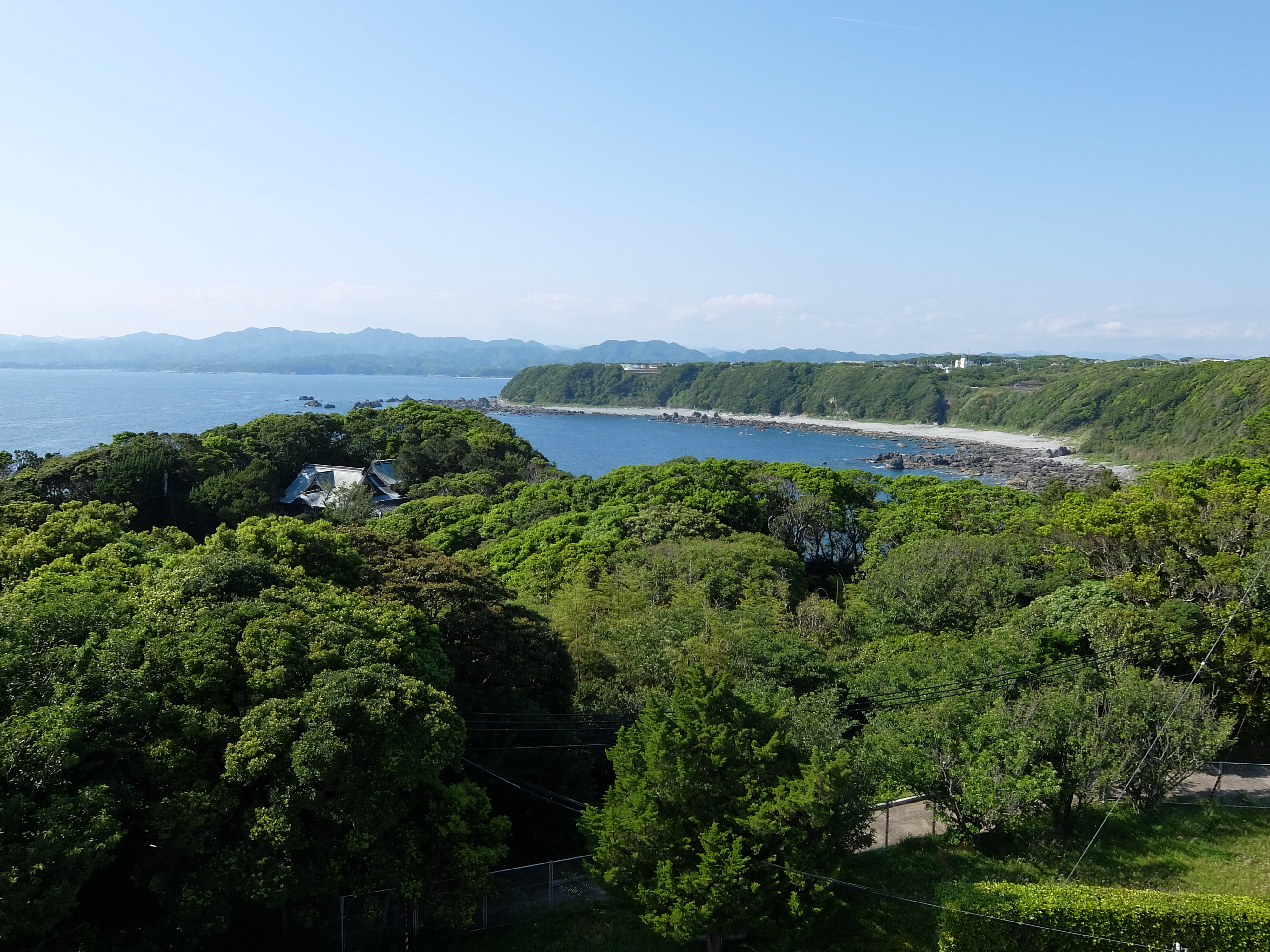
灯台からの眺望

## 周辺情報
- 潮岬観光タワー
- 串本海中公園
- 樫野埼灯台
- トルコ記念館
- 串本応挙芦雪館
- 海金剛